# Godske von Krogh
 For alternative betydninger, se Godske Hans von Krogh.
Godske Hans Ernst von Krogh (født 1. januar 1778 på Gram Slot, død 3. september 1852 i Haderslev) var en dansk officer og amtmand. Han var bror til Frederik Ferdinand, Caspar Hermann samt Christoph von Krogh og far til Charlotte Christiane og Ferdinand von Krogh.
Han var søn af gehejmekonferensråd Frederik Ferdinand von Krogh (1737-1829) og dennes første hustru og kom 1791 på Kadetakademiet. Fra kornet ved Holstenske Rytterregiment og kongelig page med fænriks anciennitet fra 1796 og sekondløjtnants karakter fra 1799 udnævntes han 1803 til virkelig sekondløjtnant og blev året efter som premierløjtnant forsat til det slesvigske landeværn. 1808 kom han med ritmesters karakter til den ridende afdeling af Jyske Jægerkorps, men måtte allerede året efter forlade militærtjenesten på grund af svag hørelse. Fra 1811-15 var han 2. ordonnatør for den danske armé og blev 1816 overvejinspektør for Hertugdømmet Slesvig. Han købte gårdene Tapsore og Barsbøl i Haderslev Amt, hvilke han atter solgte, inden han 1826 udnævntes til amtmand over Husum, Svavsted og Bredsted Amter, overstaller i Ejdersted og overdiggreve. 2 år i forvejen havde han overtaget administrationen af de stærkt forgældede godser Gram og Nybøl, som han ved en dygtig bestyrelse bevarede for besidderen. 1832 var han en af de "oplyste mænd", som kongen kaldte til København for at drøfte stænderforfatningen.
Krogh, som 1803 var blevet kammerjunker og 1826 kammerherre, blev af Christian VIII, hos hvem han stod i høj personlig gunst, 1840 udnævnt til Kommandør, 1842 til Storkors af Dannebrog. Straks ved oprørets udbrud tog han sin afsked og flyttede til Haderslev, hvor han døde 3. september 1852.
Han ægtede 5. oktober 1810 Agnes Cecilie Wilhelmine von Warnstedt (15. august 1788 på Løjtmark – 12. februar 1829 på Husum Slot), datter af gehejmeråd, kammerherre, jægermester Friedrich Carl von Warnstedt.